# 1978年のバレーボール
1978年のバレーボール（1978ねんのバレーボール）では、1978年（昭和53年）のバレーボール関連の出来事をまとめる。

## できごと
- GSOヴィッラ・コルテーゼが創設。
- イトーヨーカドー女子バレーボール部が創部。
- 日本電気女子バレーボール部（現・NECレッドロケッツ）が創部。
- ヤシカバレーボール部が廃部（監督と所属選手は、日本電気女子バレーボール部に移籍）。
- 富山県・下新川郡朝日町にて、ビーチボール競技（当時の名称はビーチバレーボール）が考案される。
- FIVB加盟（その17） - アンゴラ、オマーン、フェロー諸島、モザンビーク、リヒテンシュタイン、ルワンダの6カ国。

## 国際大会
- 男子世界選手権
  - 金メダル： ソビエト連邦
  - 銀メダル： イタリア
  - 銅メダル： キューバ
- 女子世界選手権
  - 金メダル： キューバ
  - 銀メダル： 日本
  - 銅メダル： ソビエト連邦

## 国内大会

### 日本
- 第11回日本リーグ
  - 男子
    - 1位：日本鋼管（10勝）
    - 2位：新日本製鉄（8勝2敗）
    - 3位：専売広島（6勝4敗）
    - MVP：森田淳悟

  - 女子
    - 1位：日立（10勝）
    - 2位：ユニチカ（8勝2敗）
    - 3位：カネボウ（6勝4敗）
    - MVP：白井貴子

- 全日本総合選手権
  - 男子6人制
    - 決勝：日本鋼管 3-1 新日鉄

  - 女子6人制
    - 決勝：ユニチカ 3-0 日立

  - 男子9人制
    - 決勝：専売九州 2-1 東武信用金庫

  - 女子9人制
    - 決勝：葵クラブ 2-1 石川島播磨

- 第27回全日本都市対抗
  - 男子
    - 1位：富士フイルム
    - 2位：専売広島
    - 3位：日本鋼管、新日鉄

  - 女子
    - 1位：日立
    - 2位：ユニチカ
    - 3位：東洋紡守口、カネボウ

## 誕生
1月
- 1月12日 - スティーブ・ブリンクマン
- 1月20日 - クレイトン・スタンリー

2月
- 2月4日 - 高杉洋平

3月
- 3月1日 - 向井久子
- 3月14日 - 丹山美紗緒
- 3月18日 - 竹下佳江
- 3月20日 - パチャリー・セーンムアン
- 3月29日 - ナタリア・ルイコワ

4月
- 4月21日 - 上田かおり

5月
- 5月2日 - 川村慎二
- 5月8日 - ユミルカ・ルイス
- 5月12日 - 尾上健司
- 5月14日 - エリーザ・トグット
- 5月15日 - 菊地洋之

6月
- 6月19日 - 諸隈直樹

7月
- 7月6日 - 増野彰
- 7月12日 - 山本隆弘
- 7月17日 - 甲斐祐之

8月
- 8月15日 - ケリー・ウォルシュ

9月
- 9月3日 - ミッコ・エスコ
- 9月13日 - マテイ・チェルニック
- 9月15日 - 小玉佐知子
- 9月19日 - 宮下雅寛
- 9月30日 - マウゴジャータ・グリンカ

10月
- 10月1日 - 直弘龍治
- 10月12日 - インナ・マトベエワ
- 10月15日 - エレオノーラ・ジェキェビッチ
- 10月30日 - エリサンジェラ・オリベイラ

11月
- 11月14日 - 鈴木洋美
- 11月29日 - アレッサンドロ・フェイ

12月
- 12月5日 - イリナ・テベニヒナ
- 12月6日 - 仁木希（現: 兵動希）
- 12月11日 - 小川貴史
- 12月12日 - エレーナ・パブロワ
- 12月25日 - 高橋みゆき
- 12月26日 - 菅山かおる
- 12月27日 - アンドレア・サーラ
- 12月28日 - 馮坤

## 死去
- 11月24日 - 大松博文 （57）